# Salih Ali as-Samad
Salih Ali as-Samad (arab. صالح علي الصماد; ur. 1 stycznia 1979 w Bani Mu'az, zm. 19 kwietnia 2018 w muhafazie Al-Hudajda) – jemeński polityk, od 15 sierpnia 2016 do 19 kwietnia 2018 przewodniczący Najwyższej Rady Politycznej.

## Biografia
Przed wojną domową pracował jako nauczyciel, w saudyjskich nalotach zginęło dwóch jego braci. Od września 2014 służył jako doradca prezydenta Abd Rabbuha Mansura Hadiego, później przeszedł na stronę opozycji, już w lutym 2015 opisywano go jako lidera Huti w Sanie. Przyjmował koncyliacyjną postawę względem rządu Chalida Bahaha.
15 sierpnia 2016, wskutek rozwiązania Rady Rewolucyjnej, jako przewodniczący Najwyższej Rady Politycznej as-Samad stał się faktycznym szefem państwa na terenach kontrolowanych przez Huti. Zapowiedziano, że kadencja przewodniczącego ma być rotacyjna. Ten akt spowodował zerwanie rozmów pokojowych między Huti a rządem na uchodźstwie oraz pogwałcenie ustaleń ONZ.
23 kwietnia 2018 ruch Huti potwierdził, że Salih Ali as-Samad zginął 19 kwietnia w nalocie w muhafazie Al-Hudajda. Na stanowisku przewodniczącego Najwyższej Rady Politycznej zastąpił go Mahdi al-Maszat.